# Surin (provincie)
Surin (Thai:สุรินทร์) is een provincie in Noordoost-Thailand, dat ook wel Isaan wordt genoemd. In december 2002 had de provincie 1.399.377 inwoners en is daarmee de 10e provincie qua bevolking in Thailand. Behalve het Thais spreekt ongeveer 47,2% van de bevolking het Khmer of een lokale variant daarvan.
De oppervlakte van de provincie bedraagt 8124 km² en is daarmee de 24e provincie qua omvang in Thailand. De provincie ligt op ongeveer 457 kilometer van Bangkok. Surin grenst aan Roi Et, Sisaket, Cambodja, Buriram en Maha Sarakham. Surin ligt niet aan zee. 

## Provinciale symbolen
|  | Het provinciale zegel toont een tempel (wat) gebouwd in de Khmer stijl en het hoofd van een olifant. Beiden komen veelvuldig in de provincie voor. De provinciale bloem en boom is de Common Tembusu (Fagraea fragrans). |

## Klimaat
De gemiddelde jaartemperatuur is 31 graden. De temperatuur varieert van 12 graden tot 40 graden. Gemiddeld valt er 1352 mm regen per jaar. 

## Geografie
In het noorden van de provincie ligt de vallei van de Mun rivier. In het zuiden liggen de Dongrek bergen die ook de grens vormen met Cambodja.

## Politiek

### Bestuurlijke indeling
De provincie is onderverdeeld in 13 districten (Amphoe) en 4 sub districten (King Amphoe). De districten zijn verder onderverdeeld in 158 gemeentes (Tambon) en 2011 dorpen.
| Amphoe \| 1. Mueang Surin 2. Chumpon Buri 3. Tha Tum 4. Chom Phra 5. Prasat 6. Kap Choeng 7. Rattanaburi \| 8. Sanom 9. Sikhoraphum 10. Sangkha 11. Lamduan 12. Samrong Thap 13. Buachet \| | King Amphoe 14. Phanom Dong Rak 15. Si Narong 16. Khwao Sinarin 17. Non Narai |  |
| 1. Mueang Surin 2. Chumpon Buri 3. Tha Tum 4. Chom Phra 5. Prasat 6. Kap Choeng 7. Rattanaburi                                                                                              | 8. Sanom 9. Sikhoraphum 10. Sangkha 11. Lamduan 12. Samrong Thap 13. Buachet  |  |

## Geschiedenis
Het gebied van de provincie was een onderdeel van het Khmer-rijk van de 9e eeuw tot de 12e eeuw. Hierna werd het onderdeel van Lan Xang en later onderdeel van het koninkrijk Champassak. In 1763 werd er een dorp verplaatst naar de huidige locatie van de stad Surin en de officiële status werd veranderd in die van stad. Sinds ongeveer deze tijd ging de provincie deel uitmaken van het moderne Thailand.

## Bezienswaardigheden
- Prasat Sikhoraphum (tempel)